# Herveld
Herveld est un village situé dans la commune néerlandaise d'Overbetuwe, dans la province de Gueldre. Le 1er janvier 2008, le village comptait 2 879 habitants.